# Immigration Museum
Het Immigration Museum is een museum in Melbourne, Australië. Het bevindt zich in het Old Customs House aan Flinders Street in het zakendistrict van Melbourne. Het maakt deel uit van Museum Victoria waar ook andere musea in de staat Victoria onder vallen, zoals het Melbourne Museum. Het is geopend in oktober 1998.
Naast tijdelijke tentoonstellingen zijn er permanente tentoonstellingen over Station Pier, de oudste pier voor passagiers in Port Melbourne (de haven van Melbourne), over het migreren naar Australië en over het verlaten van een land. Er is ook een tentoonstelling over het Old Customs House waar het Immigration Museum in gehuisvest is.